# Pallavolo Mondovì 2024-2025
Questa voce raccoglie le informazioni riguardanti la Pallavolo Mondovì nelle competizioni ufficiali della stagione 2024-2025.

## Stagione
Nella stagione 2024-25 la Pallavolo Mondovì assume la denominazione sponsorizzata di Bam Mondovì.
Partecipa per la nona volta consecutiva al campionato di Serie A2 terminando il girone A della regular season al decimo posto in classifica; nella pool salvezza giunge all'ottavo posto che gli vale la retrocessione in Serie B1.

## Organigramma societario
Area direttiva
- Presidente: Mario Bovetti
- Vice presidente: Ilaria Boetti, Paolo Borello
- Vice presidente onorario: Edoardo Cattaneo
- Direttore generale: Pier Domenico Ravera
- Direttore sportivo: Max Rubaldo
- Logistica: Enzo Bonino

Area tecnica
- Allenatore: Claudio Basso
- Allenatore in seconda: Matteo Brignone
- Assistente allenatore: Andrea Cornaglia

Area comunicazione
- Area grafica: Ilaria Boetti

Area marketing
- Area marketing: Corrado Caviglia

Area sanitaria
- Preparatore atletico: Lorenzo Arioli
- Fisioterapista: Sergio Gandolfi
- Ortopedico: Daniele Imarisio
- Nutrizionista: Romina Camperi

## Rosa
| N° | Nome              | Ruolo | Data di nascita   | Nazionalità sportiva |
| -- | ----------------- | ----- | ----------------- | -------------------- |
| 1  | Alessia Fini      | L     | 3 agosto 2004     | Italia               |
| 2  | Melissa Langegger | S     | 29 giugno 1998    | Canada               |
| 3  | Arianna Lancini   | S     | 10 febbraio 1996  | Italia               |
| 4  | Morgana Giubilato | L     | 13 aprile 2001    | Italia               |
| 5  | Teresa Bosso      | S     | 6 gennaio 2005    | Italia               |
| 7  | Giulia Viscioni   | S/O   | 13 agosto 2004    | Italia               |
| 8  | Alessia Marengo   | S     | 16 gennaio 2003   | Italia               |
| 9  | Greta Catania     | C     | 9 marzo 2004      | Italia               |
| 12 | Giulia Deambrogio | C     | 19 settembre 2003 | Italia               |
| 13 | Livia Tresoldi    | C     | 2 agosto 1998     | Italia               |
| 15 | Lara Berger       | O     | 2 novembre 2001   | Germania             |
| 17 | Dana Schmit       | P     | 20 luglio 1997    | Austria              |
| 18 | Miriana Manig     | P     | 18 luglio 1998    | Italia               |

## Mercato
| Acquisti                               | Acquisti          | Acquisti             | Acquisti   |
| R.                                     | Nome              | da                   | Modalità   |
| -------------------------------------- | ----------------- | -------------------- | ---------- |
| O                                      | Lara Berger       | Dresdner             | definitivo |
| S                                      | Teresa Bosso      | Futura Giovani       | definitivo |
| C                                      | Greta Catania     | Sant'Anna            | definitivo |
| C                                      | Giulia Deambrogio | Parella              | definitivo |
| L                                      | Alessia Fini      | UYBA                 | definitivo |
| L                                      | Morgana Giubilato | Altino               | definitivo |
| S                                      | Arianna Lancini   | Vallecamonica Sebino | definitivo |
| P                                      | Dana Schmit       | Hermaea              | definitivo |
| C                                      | Livia Tresoldi    | Bologna              | definitivo |
| S/O                                    | Giulia Viscioni   | Black Angels Perugia | definitivo |
| Trasferimenti nel corso della stagione |                   |                      |            |
| S                                      | Melissa Langegger | Gorica               | definitivo |

| Cessioni                               | Cessioni            | Cessioni           | Cessioni   |
| R.                                     | Nome                | a                  | Modalità   |
| -------------------------------------- | ------------------- | ------------------ | ---------- |
| P                                      | Veronica Allasia    | Concorezzo         | definitivo |
| S                                      | Salimatou Coulibaly | -                  | ritirata   |
| O                                      | Clara Decortes      | Helvia Recina      | definitivo |
| C                                      | Alice Farina        | Bergamo 1991       | definitivo |
| S                                      | Laura Grigolo       | Alba               | definitivo |
| L                                      | Bianca Lapini       | Firenze            | definitivo |
| S                                      | Kristin Lux         | Criollas de Caguas | definitivo |
| C                                      | Valeria Pizzolato   | Trentino           | definitivo |
| C                                      | Chiara Riparbelli   | Melendugno         | definitivo |
| L                                      | Agata Tellone       | Offanengo          | definitivo |
| Trasferimenti nel corso della stagione |                     |                    |            |
| O                                      | Lara Berger         | Millenium Brescia  | definitivo |

## Risultati

### Serie A2

#### Girone di andata
| 1ª Giornata - 6 ottobre 2024 PalaManera, Mondovì                                | Mondovì              | 0 - 3 | Millenium Brescia | 23-25, 16-25, 20-25               |
| 2ª Giornata - 13 ottobre 2024 PalaFontescodella, Macerata                       | Helvia Recina        | 3 - 0 | Mondovì           | 25-14, 25-17, 25-21               |
| 3ª Giornata - 19 ottobre 2024 PalaRadi, Cremona                                 | Casalmaggiore        | 3 - 1 | Mondovì           | 25-19, 28-30, 25-21, 25-19        |
| 4ª Giornata - 27 ottobre 2024 PalaManera, Mondovì                               | Mondovì              | 0 - 3 | Lecco Picco       | 24-26, 25-27, 22-25               |
| 5ª Giornata - 3 novembre 2024 Palazzetto dello Sport, San Giovanni in Marignano | Adolfo Consolini     | 3 - 0 | Mondovì           | 25-17, 25-19, 25-13               |
| 6ª Giornata - 10 novembre 2024 PalaManera, Mondovì                              | Mondovì              | 1 - 3 | Sant'Anna         | 20-25, 25-23, 11-25, 20-25        |
| 7ª Giornata - 17 novembre 2024 Pala CBL, Costa Volpino                          | Vallecamonica Sebino | 3 - 1 | Mondovì           | 25-19, 18-25, 25-18, 25-21        |
| 8ª Giornata - 24 novembre 2024 PalaManera, Mondovì                              | Mondovì              | 3 - 2 | CLAI Imola        | 25-21, 20-25, 25-14, 22-25, 15-13 |
| 9ª Giornata - 1º dicembre 2024 PalaParenti, Santa Croce sull'Arno               | Castelfranco         | 3 - 1 | Mondovì           | 25-14, 25-21, 21-25, 25-21        |

#### Girone di ritorno
| 10ª Giornata - 8 dicembre 2024 PalaGeorge, Montichiari | Millenium Brescia | 3 - 0 | Mondovì              | 25-15, 25-17, 25-19        |
| 11ª Giornata - 14 dicembre 2024 PalaManera, Mondovì    | Mondovì           | 0 - 3 | Helvia Recina        | 14-25, 14-25, 15-25        |
| 12ª Giornata - 22 dicembre 2024 PalaManera, Mondovì    | Mondovì           | 3 - 0 | Casalmaggiore        | 25-19, 25-22, 25-23        |
| 13ª Giornata - 26 dicembre 2024 PalaBione, Lecco       | Lecco Picco       | 3 - 0 | Mondovì              | 25-22, 26-24, 25-21        |
| 14ª Giornata - 5 gennaio 2025 PalaManera, Mondovì      | Mondovì           | 0 - 3 | Adolfo Consolini     | 22-25, 14-25, 20-25        |
| 15ª Giornata - 12 gennaio 2025 PalaRescifina, Messina  | Sant'Anna         | 3 - 1 | Mondovì              | 23-25, 25-14, 25-21, 25-15 |
| 16ª Giornata - 19 gennaio 2025 PalaManera, Mondovì     | Mondovì           | 1 - 3 | Vallecamonica Sebino | 30-32, 17-25, 25-15, 16-25 |
| 17ª Giornata - 26 gennaio 2025 PalaRuggi, Imola        | CLAI Imola        | 0 - 3 | Mondovì              | 26-28, 18-25, 21-25        |
| 18ª Giornata - 2 febbraio 2025 PalaManera, Mondovì     | Mondovì           | 3 - 0 | Castelfranco         | 25-21, 25-19, 25-19        |

#### Pool salvezza
| 1ª Giornata - 16 febbraio 2025 Palazzetto dello Sport, Vasto         | Altino     | 3 - 2 | Mondovì    | 25-23, 25-22, 19-25, 20-25, 15-9  |
| 2ª Giornata - 19 febbraio 2025 PalaManera, Mondovì                   | Mondovì    | 3 - 0 | Concorezzo | 25-14, 25-21, 25-13               |
| 3ª Giornata - 23 febbraio 2025 PalaCoim, Offanengo                   | Offanengo  | 3 - 0 | Mondovì    | 25-17, 25-23, 25-19               |
| 4ª Giornata - 2 marzo 2025 PalaManera, Mondovì                       | Mondovì    | 0 - 3 | Hermaea    | 21-25, 15-25, 33-35               |
| 5ª Giornata - 9 marzo 2025 PalaManera, Mondovì                       | Mondovì    | 1 - 3 | Alba       | 24-26, 25-19, 22-25, 18-25        |
| 6ª Giornata - 16 marzo 2025 PalaManera, Mondovì                      | Mondovì    | 2 - 3 | Altino     | 25-15, 22-25, 26-24, 17-25, 15-17 |
| 7ª Giornata - 23 marzo 2025 Palazzetto dello Sport, Concorezzo       | Concorezzo | 0 - 3 | Mondovì    | 19-25, 19-25, 17-25               |
| 8ª Giornata - 30 marzo 2025 PalaManera, Mondovì                      | Mondovì    | 0 - 3 | Offanengo  | 20-25, 16-25, 22-25               |
| 9ª Giornata - 6 aprile 2025 Geopalace, Olbia                         | Hermaea    | 3 - 0 | Mondovì    | 25-17, 25-15, 25-22               |
| 10ª Giornata - 13 aprile 2025 Pala Francescucci, Casnate con Bernate | Alba       | 2 - 3 | Mondovì    | 25-18, 25-16, 25-27, 22-25, 14-16 |

## Statistiche

### Statistiche di squadra
| Competizione | Punti | In casa | In casa | In casa | In trasferta | In trasferta | In trasferta | Totale | Totale | Totale |
| Competizione | Punti | G       | V       | P       | G            | V            | P            | G      | V      | P      |
| ------------ | ----- | ------- | ------- | ------- | ------------ | ------------ | ------------ | ------ | ------ | ------ |
| Serie A2     | 21    | 14      | 4       | 10      | 14           | 3            | 11           | 28     | 7      | 21     |
| Totale       | -     | 14      | 4       | 10      | 14           | 3            | 11           | 28     | 7      | 21     |

G = partite giocate; V = partite vinte; P = partite perse 

### Statistiche dei giocatori
| Giocatore     | Serie A2 | Serie A2 | Serie A2 | Serie A2 | Serie A2 | Totale | Totale | Totale | Totale | Totale |
| Giocatore     | P        | PT       | AV       | MV       | BV       | P      | PT     | AV     | MV     | BV     |
| ------------- | -------- | -------- | -------- | -------- | -------- | ------ | ------ | ------ | ------ | ------ |
| L. Berger     | 14       | 169      | 150      | 9        | 10       | 14     | 169    | 150    | 9      | 10     |
| T. Bosso      | 27       | 284      | 233      | 20       | 31       | 27     | 284    | 233    | 20     | 31     |
| G. Catania    | 28       | 177      | 125      | 37       | 15       | 28     | 177    | 125    | 37     | 15     |
| G. Deambrogio | 15       | 28       | 15       | 10       | 3        | 15     | 28     | 15     | 10     | 3      |
| A. Fini       | 21       | 0        | 0        | 0        | 0        | 21     | 0      | 0      | 0      | 0      |
| M. Giubilato  | 25       | 0        | 0        | 0        | 0        | 25     | 0      | 0      | 0      | 0      |
| A. Lancini    | 25       | 142      | 123      | 12       | 7        | 25     | 142    | 123    | 12     | 7      |
| M. Langegger  | 13       | 112      | 97       | 11       | 4        | 13     | 112    | 97     | 11     | 4      |
| M. Manig      | 13       | 3        | 1        | 2        | 0        | 13     | 3      | 1      | 2      | 0      |
| A. Marengo    | 16       | 44       | 36       | 6        | 2        | 16     | 44     | 36     | 6      | 2      |
| D. Schmit     | 28       | 32       | 14       | 7        | 11       | 28     | 32     | 14     | 7      | 11     |
| L. Tresoldi   | 27       | 173      | 120      | 43       | 10       | 27     | 173    | 120    | 43     | 10     |
| G. Viscioni   | 26       | 313      | 253      | 44       | 16       | 26     | 313    | 253    | 44     | 16     |

P = presenze; PT = punti totali; AV = attacchi vincenti; MV = muri vincenti; BV = battute vincenti